# Pristaulacus compressus
Pristaulacus compressus är en stekelart som först beskrevs av Maximilian Spinola 1808.  Pristaulacus compressus ingår i släktet Pristaulacus och familjen vedlarvsteklar. Inga underarter finns listade i Catalogue of Life.